# Xmix
XMIX Player est un lecteur audio pour Windows capable de lire la plupart des formats audio.

## Le projet
XMIX est un lecteur audio qui permet d'assurer la lecture de la plupart des sources audio accessibles avec les ordinateurs multimédia d'aujourd'hui. L'interface est volontairement simple et paramétrable par l'utilisateur. Différents types de source audio peuvent être sélectionnés (lien http, flux de radio, ou fichier du disque dur). Il est également possible d'utiliser plusieurs cartes audio simultanément (accès au niveau du langage uniquement).
XMIX permet une personnalisation complète de l'interface (il intègre son propre éditeur de skin), et possède un mode bureau pour organiser les fenêtres dans un espace dédié. De plus, la disposition des fenêtres peut être sauvegardée afin de pouvoir la retrouver en un seul click.
Le player est entièrement contrôlable par le clavier. Le programme gère également différents paramètres en ligne de commande afin de permettre l'interopérabilité avec d'autres logiciels (par exemple il est possible de piloter le chargement et la lecture de morceaux à partir d'un programme externe ou d'un script BATCH). 
Le logiciel utilise les bibliothèques Bass et FMOD pour la génération audio.

## Formats supportés
(liste non exhaustive)

### Fichiers audios
WAV, MP3, OGG, XM, MOD

### Flux
Last.fm, SHOUTcast